# ᶬ
Cette page contient des caractères spéciaux ou non latins. S’ils s’affichent mal (▯, ?, etc.), consultez la page d’aide Unicode.
ᶬ, appelée m hameçon en exposant, m hameçon supérieur ou lettre modificative m hameçon, est un graphème utilisé comme symbole dans certaines transcriptions dérivée de l’alphabet phonétique international. Il est formé de la lettre ɱ mise en exposant.

## Utilisation
Dans certaines transcriptions non standard de l’alphabet phonétique international, ‹ ᶬ › représente la prénasalisation de la consonne labio-dentale qui le suit, comme [ᶬf] ou [ᶬv], représentés avec [ɱf] et [ɱv], ou [ɱ͡f] et [ɱ͡v] avec l’alphabet phonétique international.

## Représentations informatiques
La lettre modificative m hameçon peut être représenté avec les caractères Unicode suivants (supplément phonétique étendu) :
| formes       | représentations | chaînes de caractères | points de code | descriptions                               | note                            |
| ------------ | --------------- | --------------------- | -------------- | ------------------------------------------ | ------------------------------- |
| modificative | ᶬ               | ᶬ                     | U+1DAC         | exposant lettre minuscule latine m hameçon | codé pour le symbole phonétique |

## Sources
- (en) Donald A. Burquest, Phonological analysis : a functional approach, Dallas, SIL International, 2001, 2e éd. (1re éd. 1993), 314 p. (ISBN 1-55671-067-4)
- (en) Peter Constable, Revised Proposal to Encode Additional Phonetic Modifier Letters in the UCS, 1er février 2004 (lire en ligne)
- (en) International Phonetic Association, « Report on the 1989 Kiel Convention », Journal of the International Phonetic Association, vol. 19, no 2,‎ 1989, p. 67-80 (DOI 10.1017/S0025100300003868)
- (en) International Phonetics Association, Handbook of the International Phonetics Association : a guide to the use of the International Phonetic Alphabet, Cambridge, Cambridge University Press, 1999, 204 p. (ISBN 0-521-63751-1 et 0-521-65236-7, lire en ligne)